# Maciej Małyga
Maciej Małyga (ur. 11 maja 1979 w Środzie Śląskiej) – polski duchowny rzymskokatolicki, doktor nauk teologicznych, biskup pomocniczy wrocławski od 2022.

## Życiorys
Urodził się 11 maja 1979 w Środzie Śląskiej. Kształcił się w XII Liceum Ogólnokształcącym im. Bolesława Chrobrego we Wrocławiu. W latach 1998–2004 odbył formację w Metropolitalnym Wyższym Seminarium Duchownym we Wrocławiu. Święceń prezbiteratu udzielił mu 22 maja 2004 w archikatedrze św. Jana Chrzciciela we Wrocławiu miejscowy arcybiskup metropolita Marian Gołębiewski. W latach 2006–2012 odbył studia specjalistyczne na Uniwersytecie Albrechta i Ludwika we Fryburgu, uzyskując doktorat z teologii.
W latach 2004–2006 pracował jako wikariusz w parafii św. Jana Apostoła i Ewangelisty w Oleśnicy. Po powrocie ze studiów wykładał na Papieskim Wydziale Teologicznym we Wrocławiu. Pełnił również funkcję ojca duchownego w Wyższym Seminarium Duchownym we Wrocławiu. W 2019 został mianowany wikariuszem biskupim ds. stałej formacji kapłanów, dyrektorem Domu Stałej Formacji Kapłanów w Sulistrowiczkach, a także wszedł w skład rady kapłańskiej, a w 2021 objął funkcję ojca duchownego roku propedeutycznego w archidiecezji wrocławskiej.
10 marca 2022 papież Franciszek mianował go biskupem pomocniczym archidiecezji wrocławskiej ze stolicą tytularną Ulcinium. Święcenia biskupie przyjął 24 kwietnia 2022 w archikatedrze wrocławskiej. Głównym konsekratorem był arcybiskup metropolita wrocławski Józef Kupny, a współkonsekratorami Jacek Kiciński, biskup pomocniczy wrocławski, i Ignacy Dec, biskup senior świdnicki. Jako dewizę przyjął słowa Diligenti mundum (Miłującemu świat). W archidiecezji objął urząd wikariusza generalnego.